# Zdeněk Papoušek
Zdeněk Papoušek (* 10. prosince 1956 Heršpice) je středoškolský pedagog, sociolog a dramatik, v letech 2014 až 2020 a opět od ledna 2025 senátor za obvod č. 60 – Brno-město. Ve svém prvním senátním období kandidoval jako nestraník za KDU-ČSL, ve druhém jako nestraník za ODS.

## Život
Vystudoval sociologii na Filozofické fakultě Univerzitě Jana Evangelisty Purkyně v Brně. 

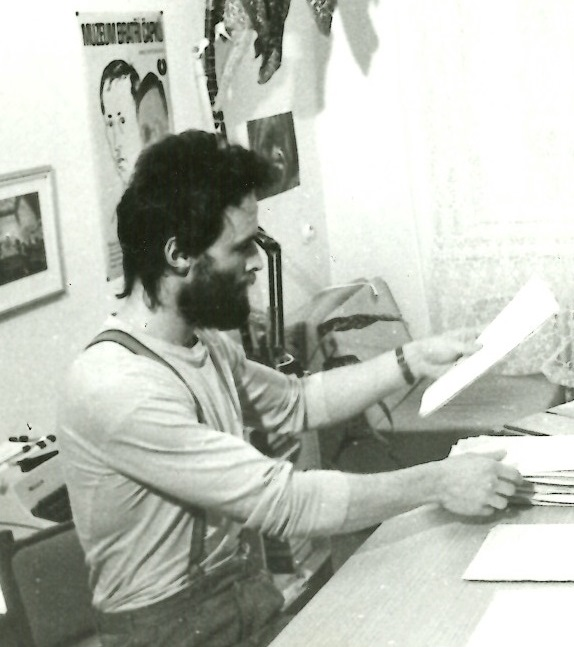
Zdeněk Papoušek (kurátor, 1988)

 Působil jako sociální kurátor. Sedm let pracoval s propuštěnými vězni.[chybí lepší zdroj] Působil jako vedoucí brněnské pobočky Fondu ohrožených dětí. Ve FOD pracoval podle informací na webu KDU-ČSL 20 let,[chybí lepší zdroj] v televizi v roce 2014 uvedl, že 15 let.
Jako pedagog učil 5 let[kdy?] občanskou výchovu na Církevní střední zdravotnické škole v Brně[chybí lepší zdroj] a poté základy společenských věd na Biskupském gymnáziu v Brně,[chybí lepší zdroj] a to i jako senátor. Věnuje se také divadlu.[zdroj?]
Zdeněk Papoušek je ženatý s manželkou Marií a má tři syny, Matěje, Šimona a Jonáše.[chybí lepší zdroj]

## Politická angažovanost
Ve volbách do Senátu PČR v roce 2014 kandidoval v obvodu č. 60 – Brno-město jako nestraník za KDU-ČSL. Se ziskem 19,83 % hlasů v prvním kole zvítězil, a postoupil tak do kola druhého. V něm získal 63,69 % hlasů, porazil sociálního demokrata Karla Doležala a stal se senátorem.
Jeho hlavním předvolebním tématem bylo, aby děti, které nemohou být ve vlastní rodině, byly svěřovány do rodinného prostředí a nikoliv do ústavů.
V únoru 2016 inicioval stížnost 17 senátorů Radě pro rozhlasové a televizní vysílání. Podle iDnes.cz se jim reportáž televize Prima o uprchlících (kde irácký učitel George Batto řekl, že pokud by měl bydlet v nějakém kravíně, který je znovu přemalován, tak takové věci nebude v žádném případě akceptovat a vrátí se do Iráku) zdála neobjektivní a nevyvážená a měli podezření, že taková reportáž jitří negativní a xenofobní emoce. „Prioritou informování ze strany médií by měla být preciznost a zvážení, co a jak podat, aby to nejitřilo emoce, které jsou už dostatečně zjitřené. Myslím tím negativní emoce, xenofobii, nenávist. Ty už tu přítomny jsou a reportáž by měla přispět k tomu, aby je zklidnila, a ne aby vyvolala nenávistné tendence,“ uvedl prý.
Funkci vykonával jedno období do roku 2020, ve volbách do Senátu PČR v roce 2020 již nekandidoval. V krajských volbách 2020 kandidoval symbolicky na posledním 70. místě na kandidátce KDU-ČSL v Jihomoravském kraji, ale neuspěl.
Po úmrtí senátora Romana Krause v říjnu 2024 byly vypsány na leden 2025 doplňovací volby do Senátu PČR v obvodu č. 60 – Brno-město. Papoušek v nich vyhrál jako nestraník za ODS, volební stranou byla koalice ODS, KDU-ČSL, TOP 09, STAN, Piráti, Zelení a Fakt Brno. Získal 59,40 % hlasů a uspěl tak už v prvním kole.